# Australomimetus hertelianus
Australomimetus hertelianus is een spinnensoort in de taxonomische indeling van de Spinneneters (Mimetidae).
Het dier behoort tot het geslacht Australomimetus. De wetenschappelijke naam van de soort werd voor het eerst geldig gepubliceerd in 1986 door Heimer.